# Coenosia nitidiventris
Coenosia nitidiventris är en tvåvingeart som beskrevs av Stein 1906. Coenosia nitidiventris ingår i släktet Coenosia och familjen husflugor.
Artens utbredningsområde är Madagaskar. Inga underarter finns listade i Catalogue of Life.